# Can't Get Enough (Barry White)
Can't Get Enough is een soulalbum van Barry White uit 1974.
Op het album zijn de twee zeer goed scorende nummers You're the First, the Last, My Everything en Can't Get Enough of Your Love, Babe terug te vinden. De intro en outro Mellow Mood, part I and II zijn instrumentaal.

## Tracklist
1. Mellow Mood, part I
2. You're the First, the Last, My Everything
3. I Can't Believe You Love Me
4. Can't Get Enough of Your Love, Babe
5. Oh Love, Well We Finally Made It
6. I Love You More Than Anything (In This World Girl)
7. Mellow Mood, part II